# Forças Navais Militares da Ucrânia

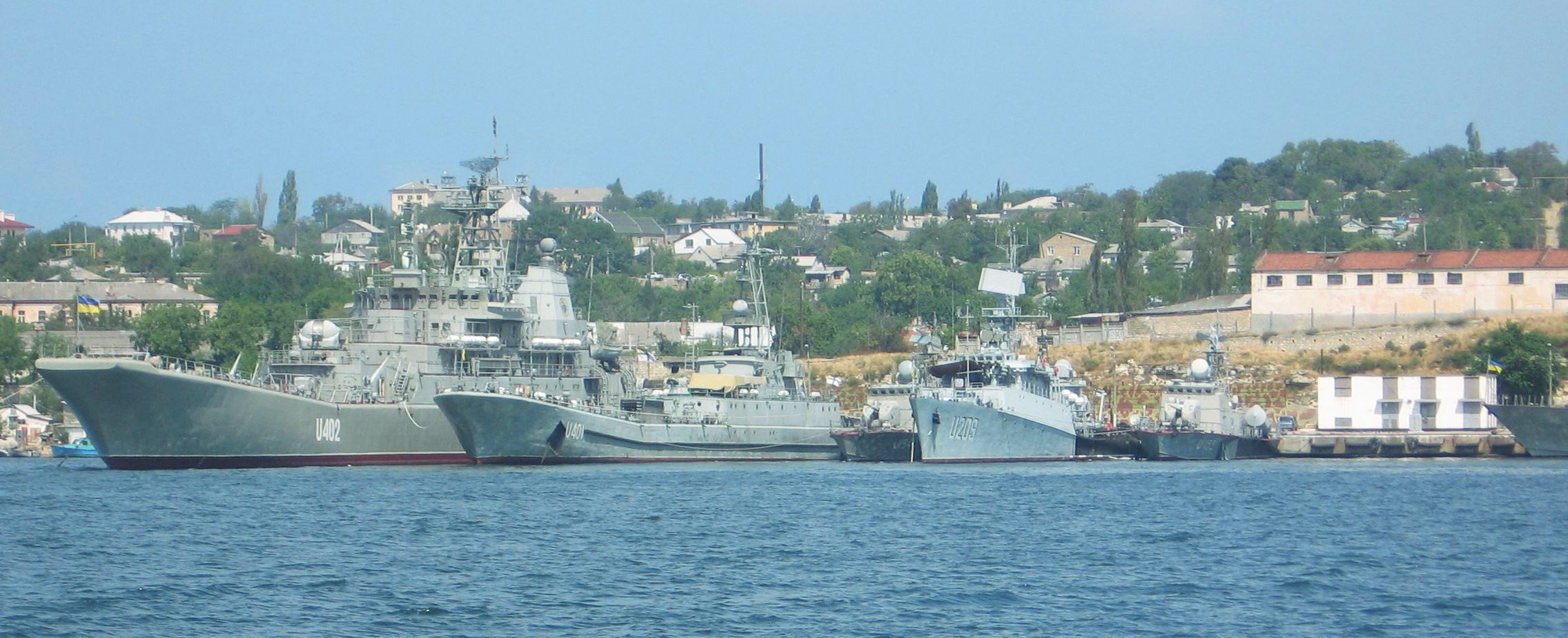
Navios da marinha ucraniana em 2007.

As Forças Navais da Ucrânia (em ucraniano: Військово-Морські Сили України, ВМСУ, Viys'kovo-Mors'ki Syly Ukrayiny, VMSU) é a Marinha da Ucrânia e parte das Forças Armadas da Ucrânia.

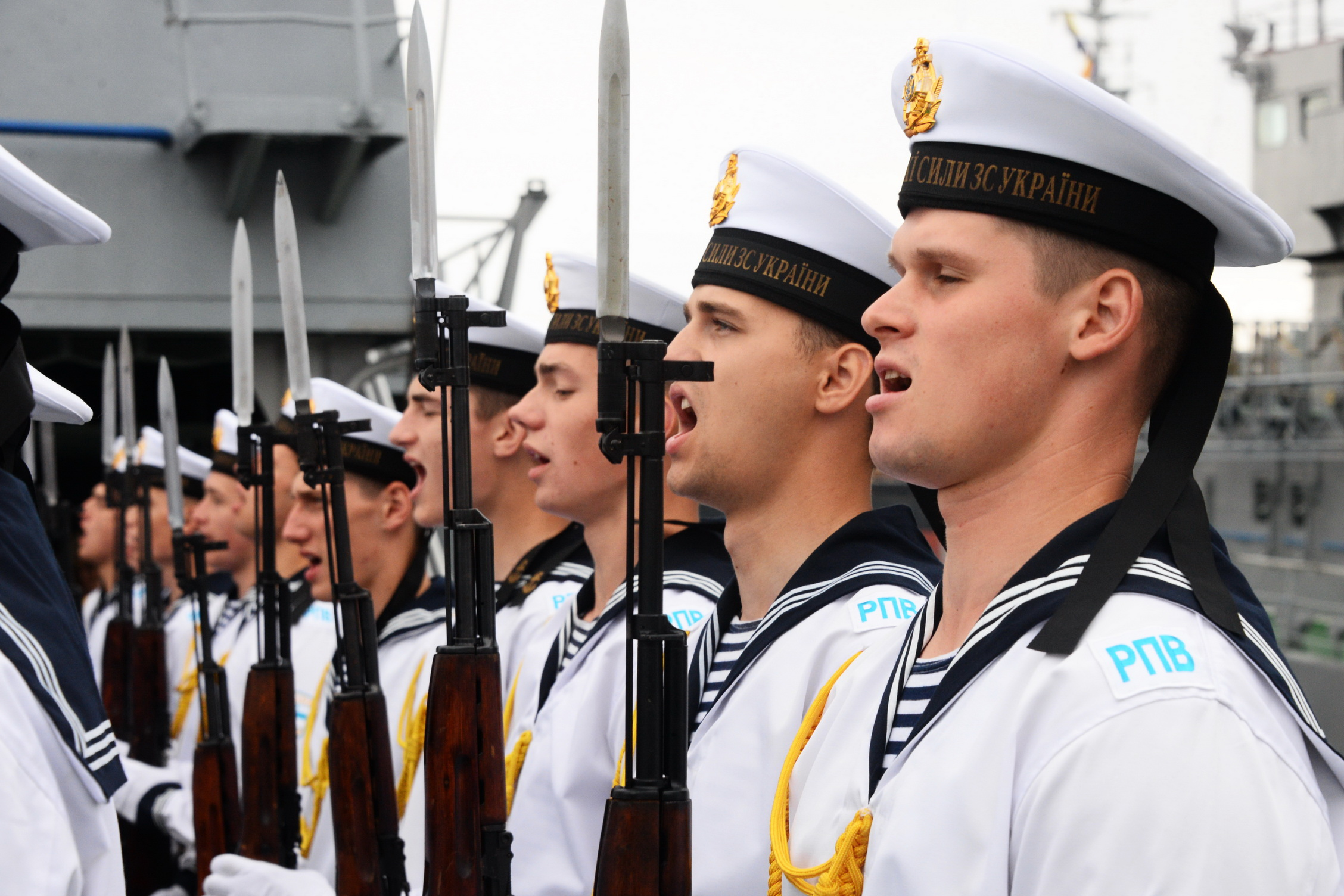
Marinheiros ucranianos.

Consiste em cinco ramos: forças de superfície, forças submarinas, aviação da Marinha, artilharia costeira de foguetes e infantaria naval. A partir de 2015, a Marinha Ucraniana contava com 6.500 funcionários. Em 2007 e antes da anexação russa da Crimeia em 2014, 15.470 pessoas serviam na Marinha Ucraniana.